# Anton Thomsen
Anton Ludvig Christian Thomsen, född den 20 juni 1877 i Stubbekøbing, död den 18 september 1915 i Köpenhamn, var en dansk filosof. Han var son till målaren Carl Thomsen. 
Thomsen blev student 1895 och filosofie magister 1901. Han skrev avhandlingen Ding an sich (Kant-Studien VIII), Orthia (Studier for Sprog og Oldtidsforskning 1902), blev doctor philosophiæ 1905 på avhandlingen Hegel, Udviklingen af hans Filosofi til 1806. År 1911 kom första (och enda) delen av David Hume, hans Liv og hans Filosofi. Samma år kom en liten skrift Religion og Religionsvidenskab. Thomsen, som dittills främst hade fått sin försörjning genom manuduktion till filosoficum, blev 1915 Høffdings efterträdare som professor i filosofi, men efter tre föreläsningar dukade han under för en våldsam nervsjukdom. Temperamentsfullt arbetade Thomsen, som hade börjat sin bana som Høffdings lärjunge, för att betrakta all religion rent psykologiskt, och mot allt det, han ansåg för teologisk pseudovetenskap och mysticism.